# Karachi/Jinnah International Airport

i7
i11
i13

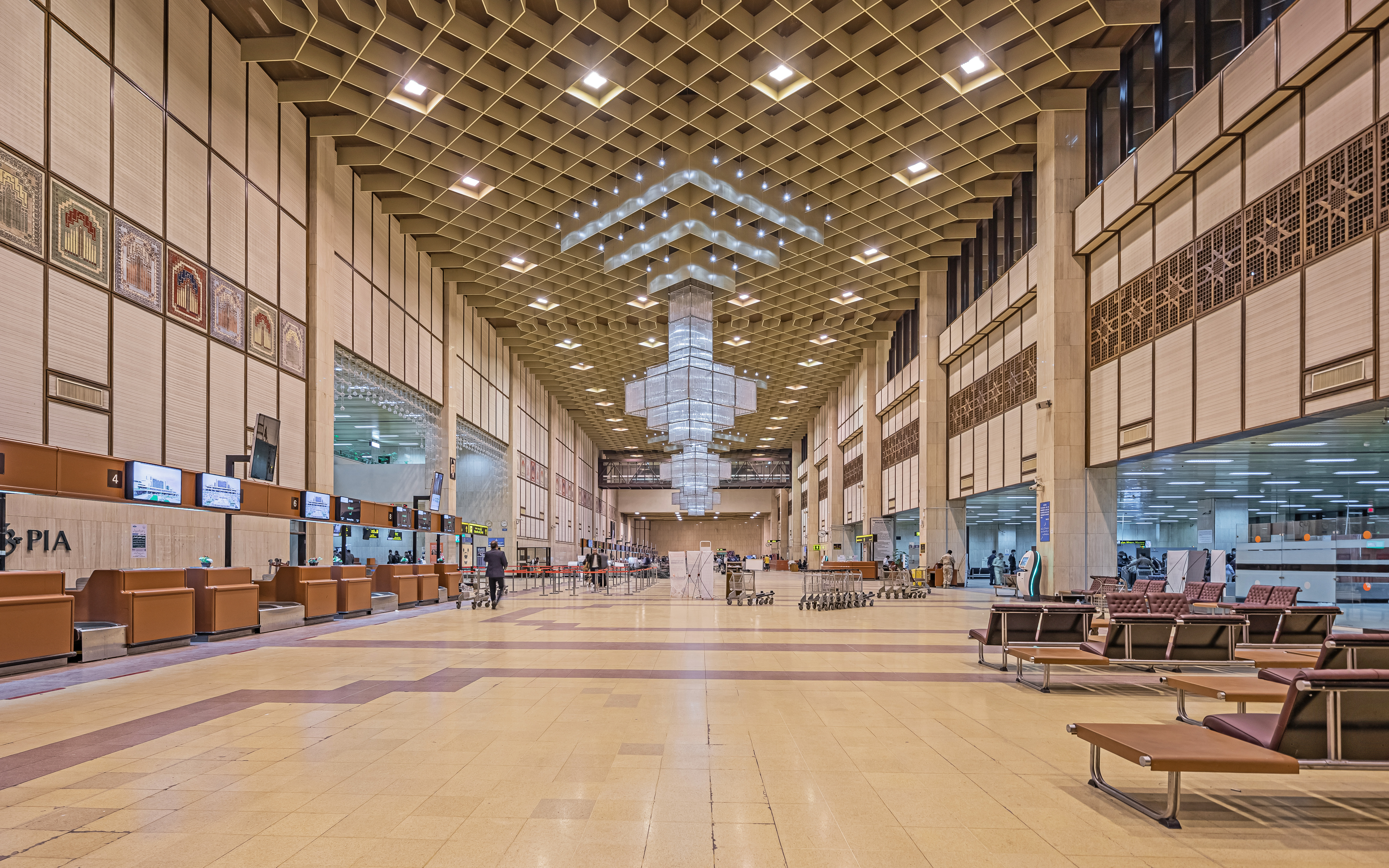
Interieur des Passagier-Terminals

Der Flughafen Karatschi (auch Karachi/Jinnah International Airport, Urdu جناح بین الاقوامی ہوائی اڈہ, englisch Jinnah International Airport, ehemals Quaid-e-Azam International Airport; IATA-Code: KHI, ICAO-Code: OPKC) ist Pakistans größter internationaler und nationaler Flughafen. Er befindet sich nordöstlich von Karatschi, der größten Stadt Pakistans, in der Provinz Sindh und wurde 1929 erbaut. Der Name des Flughafens erinnert an Muhammad Ali Jinnah, den Gründer des Staates Pakistan.
Der Flughafen ist Luftfahrt-Drehkreuz für die nationale Fluggesellschaft Pakistan International Airlines (PIA) und weitere kleinere Gesellschaften.

## Flughafeninfrastruktur
Der Flughafen verfügt über zwei Start- und Landebahnen auf einer Höhe von 30 m ü. d. M. und hat 16 Flugsteige. Flughafenbetreiber ist die Pakistan Civil Aviation Authority. Hier können theoretisch 30 Flugzeuge gleichzeitig abgefertigt werden, jährlich werden 6 Millionen Passagiere abgefertigt (von 12 Mio. möglichen).
Der Flughafen hat ein Haupt-Terminal, das in zwei Hallen (englisch: Concourses) eingeteilt ist. Der Jinnah East Satellite Concourse wird für internationale Flüge verwendet, während im Jinnah West Satellite Concourse Inlandsflüge abgefertigt werden.

## Zwischenfälle
- Am 27. Dezember 1947 stürzte eine Douglas DC-3 der Air India (Luftfahrzeugkennzeichen VT-AUG) auf dem Flug vom Flughafen Karatschi zum Flughafen Flughafen Bombay-Santacruz kurz nach dem Start bei Korangi (heute Pakistan) ab. Ursache war Kontrollverlust, nachdem die Besatzung trotz defekter Instrumentenbeleuchtung zu dem Nachtflug gestartet war. Alle 23 Personen an Bord kamen ums Leben (siehe auch Flugunfall der Air India bei Karatschi).[3]

- Am 20. Oktober 1949 flog eine Douglas DC-4/C-54A-15-DC der französischen Air France (F-BBDS) 3 Kilometer vor dem Flughafen Karatschi in sandiges Buschland. Diesen CFIT (Controlled flight into terrain) überlebten alle Insassen. Das Flugzeug wurde irreparabel beschädigt.[4]

- Am 12. Dezember 1949 wurde eine Douglas DC-3/C-53 der pakistanischen Pakair (AP-ADI) in einer Höhe von 1185 Fuß (360 Metern) in den Hügel Karo Jabal (Pakistan) geflogen. Vom Ziel, dem Flughafen Karachi/Jinnah, war der Unfallort noch 63 Kilometer östlich entfernt. Durch diesen CFIT (Controlled flight into terrain) wurden alle 26 Insassen getötet, vier Besatzungsmitglieder und 22 Passagiere.[5]

- Am 3. März 1953 nahmen die Piloten einer De Havilland DH.106 Comet 1A (CF-CUN) der Canadian Pacific Airlines beim Start vom Flughafen Karatschi die Flugzeugnase zu steil nach oben; die Maschine schoss über das Bahnende hinaus und stürzte in ein ausgetrocknetes Flussbett. Die Maschine befand sich auf ihrem Auslieferungsflug nach Kanada. Alle 11 Insassen kamen ums Leben. Es war der erste tödliche Unfall eines Passagier-Jets.[6][7]

- Am 11. November 1953 verunglückte eine Bristol 170 Freighter Mk. 21P der Pakistan Air Force (G809) auf einem Trainingsflug nahe dem Flughafen Karachi. Beide Piloten, die einzigen Insassen auf dem Trainingsflug, kamen ums Leben.[8][9]

- Am 5. August 1956 verunglückte eine Handley Page Hermes IVA der britischen Britavia (G-ALDK) bei der Landung auf der falschen Landebahn in Karatschi. Bei Wetterbedingungen unter den vorgeschriebenen Minimalwerten landeten die Piloten auf der viel zu kurzen Landebahn 08 des militärischen Flughafenteils Drigh Road Air Force Station statt auf der Landebahn 07 des zivilen Flughafens Karatschi. Beim Überrollen des Landebahnendes brach das Fahrwerk zusammen; die Maschine rutschte noch ein Stück auf dem Rumpf weiter und wurde irreparabel beschädigt. Ein beitragender Faktor war der defekte Scheibenwischer auf der Kapitänsseite bei dem Anflug in starkem Regen. Alle 72 Menschen an Bord überlebten, davon sechs leicht verletzt.[10][11]

- Am 2. November 1957 kollidierte eine vom Flughafen Goa-Dabolim kommende Vickers Viking 1B der portugiesischen Transportes Aéreos da Índia Portuguesa (TAIP) (CR-IAD) bei der Landung auf dem Flughafen Karachi mit dem Hauptquartiers-Gebäude der Flughafenfeuerwehr. Dabei wurde das Flugzeug irreparabel beschädigt. Alle 27 Insassen, drei Besatzungsmitglieder und 24 Passagiere, überlebten den Unfall.[12]

- Am 14. August 1959 verunglückte eine Vickers Viscount 815 der Pakistan International Airlines (PIA) (AP-AJE) auf einem Trainingsflug am Flughafen Karachi International. Obwohl beide rechte Triebwerke (Nr. 3 und 4) abgestellt waren, wurde in niedriger Höhe versucht durchzustarten. Erwartungsgemäß drehte das Flugzeug scharf nach rechts, die rechte Tragfläche kollidierte mit einer Mauer und das Flugzeug ging in Flammen auf. Trotzdem überlebte einer der drei Piloten, die anderen zwei wurden getötet (siehe auch Flugunfall der Pakistan International Airlines in Karatschi 1959).[13]

- Am 8. März 1967 verlor eine Aviation Traders ATL-98 der Compagnie Air Transport (F-BMHU) beim Start vom Flughafen Karachi wieder an Höhe und stürzte auf eine Straßenbrücke, wobei sie Rikschas und einen Lastwagen zerstörte. Das Startgewicht der voll beladenen Maschine war für die herrschenden Wetterbedingungen zu hoch. Vier der sechs Besatzungsmitglieder sowie sieben Personen am Boden kamen ums Leben.[14][15]

- Am 8. Januar 1981 ließ sich bei einer Boeing 720-047B der Pakistan International Airlines (PIA) (AP-AXK) im Anflug auf den Flughafen von Quetta das Bugfahrwerk nicht ausfahren. Die Piloten entschieden sich daraufhin für eine Rückkehr zum Startflughafen Karachi, wo sie eine Landung mit eingefahrenem Bugfahrwerk durchführten. Alle 79 Insassen bleiben unverletzt. Das Flugzeug wurde allerdings irreparabel beschädigt.[16]

- Am 3. Februar 1981 brach in einer McDonnell Douglas DC-10-30 der Pakistan International Airlines (AP-AXE) bei Wartungsarbeiten auf dem Flughafen Karachi ein Feuer aus. Das Flugzeug wurde irreparabel beschädigt. Über Personenschäden ist nichts bekannt.[17]

- Am 7. Februar 1992 kam eine Boeing 707-351B der Pakistan International Airlines (AP-AZW) bei der Landung auf dem Flughafen Karachi seitlich von der Landebahn ab und wurde irreparabel beschädigt. Personen kamen nicht zu Schaden. Das Flugzeug wurde im Dezember 1993 verschrottet.[18]

- Am 27. November 2010 (UTC) stürzte die Iljuschin Il-76TD mit dem Kennzeichen 4L-GNI der georgischen Sun Way kurz nach dem Start vom Flughafen Karatschi in ein angrenzendes Wohngebiet. Auslöser war ein Triebwerkschaden des rechten Außenmotors (Triebwerk 4), bei dem sich dieses zerlegte und vermutlich einen Teil der Landeklappen beschädigte. Alle acht Menschen an Bord starben, am Boden weitere drei. Die Maschine war um fünf Tonnen überladen. Auf mehreren vorhergegangenen Flügen bedurfte es jeweils etlicher Versuche sowie des Einschaltens der Triebwerkenteisung, um das Triebwerk 4 überhaupt in Gang zu bekommen. Die Explosion des Motors wurde dann ausgelöst durch einen korrosionsbedingten Ermüdungsbruch in der zweiten Verdichterstufe. Im Unfallbericht wird auch darauf hingewiesen, dass die technischen Bordbücher für Flugzeug und Triebwerke nicht verfügbar waren, dass bei allen vier Triebwerke ihre vorgeschriebene Überholungszeit überfällig gewesen war und das gesamte Flugzeug seine – ohne weitere Wartung – maximal erlaubte Betriebszeit schon um sechs Jahre überschritten hatte.[19][20][21]

- Am 8. Juni 2014 griffen zehn schwerbewaffnete militante Aktivisten den Flughafen Karachi an. Dabei wurden 36 Menschen getötet und unter anderem eine Boeing 747-367 der Pakistan International Airlines (AP-BFV) irreparabel beschädigt (siehe auch Angriff auf den Jinnah International Airport 2014).[22]

- Am 24. November 2018 wurde eine ATR 72-212A der Pakistan International Airlines (AP-BKW) auf dem Flughafen Karachi durch einen Mechaniker irreparabel ramponiert. In einem Triebwerksprüfstand wurde zunächst maximaler Umkehrschub gegeben, woraufhin sich das Flugzeug 3 Meter nach hinten bewegte. Durch falsche Betätigung der Triebwerksheben begann es dann, sich nach vorne zu bewegen. Da die Bremsen vorher nicht entlüftet worden und daher wirkungslos waren und die Bremsklötze kleiner als vorgeschrieben waren, rollte die Maschine immer weiter. Zunächst rammte die linke Tragflächenspitze die Frontscheibe einer geparkten Boeing 737 der Shaheen Air International. Beim Weiterrollen schlug sie in den Radom (Antennenkuppel) im Bug einer weiteren geparkten Boeing 737 ein. Dann bohrte sich der rotierende linke Propeller in den Rumpf eines weiteren geparkten Flugzeugs hinein und das Flugzeug kam schließlich nach etwa 140 Metern zum Stillstand. Personen kamen nicht zu Schaden. Im Untersuchungsbericht wurden auch die mangelhaften Verfahren, fehlende Aufsichten und nicht vorhandene Qualifikation des Wartungspersonals kritisiert.[23]

- Am 22. Mai 2020 stürzte ein Airbus A320-200 der Pakistan International Airlines (AP-BLD) in eine Wohnsiedlung in Karatschi. Die Piloten flogen beim ersten Anflug auf den Flughafen Karatschi viel zu hoch und zu schnell an, worauf der Fluglotse sie mehrfach hinwies. Trotzdem setzten sie den Anflug fort. Dies hatte zur Folge, dass das Flugzeug mit eingefahrenem Fahrwerk etwa 1300 Meter, 1650 Meter und 2100 Meter hinter der Schwelle der Landebahn mehrfach mit den Triebwerken auf selbige prallte. Statt dann auf den Triebwerken zu landen, wurde das auf dem Bauch rutschende Flugzeug durchgestartet und die Piloten zwangen ihre schwer beschädigte Maschine wieder in die Luft. Auf 1800 Fuß Höhe fielen beide Triebwerke aus. Aufgrund der geringen Höhe gelang es den Piloten nicht mehr, zum Flughafen zurückzukehren. Das aus Lahore kommende Flugzeug stürzte 1400 Meter östlich der Landebahn in ein dicht besiedeltes, wobei 89 der 91 Passagiere und alle acht Besatzungsmitglieder ums Leben kamen. Am Boden gab es ein Todesopfer und sieben Verletzte, während 19 Gebäude beschädigt und etwa ein Dutzend Fahrzeuge zerstört wurden. (siehe auch Pakistan-International-Airlines-Flug 8303).[24][25]